# 苏贝斯
苏贝斯（法語：Soubès，法語發音：[subɛs]）是法国埃罗省的一个市镇，属于洛代沃区。

## 地理
苏贝斯（43°46'0"N, 3°20'46"E）面积12.35 平方千米，位于法国奧克西塔尼大區埃罗省，该省份为法国南部沿海省份，南濒地中海，西南接奥德省，西北接塔恩省和阿韦龙省，东北与加尔省接壤。
与苏贝斯接壤的市镇（或旧市镇、城区）包括：福济耶尔、洛代沃、佩盖罗勒-德莱斯卡莱特、普若尔、圣埃蒂安德古尔加。

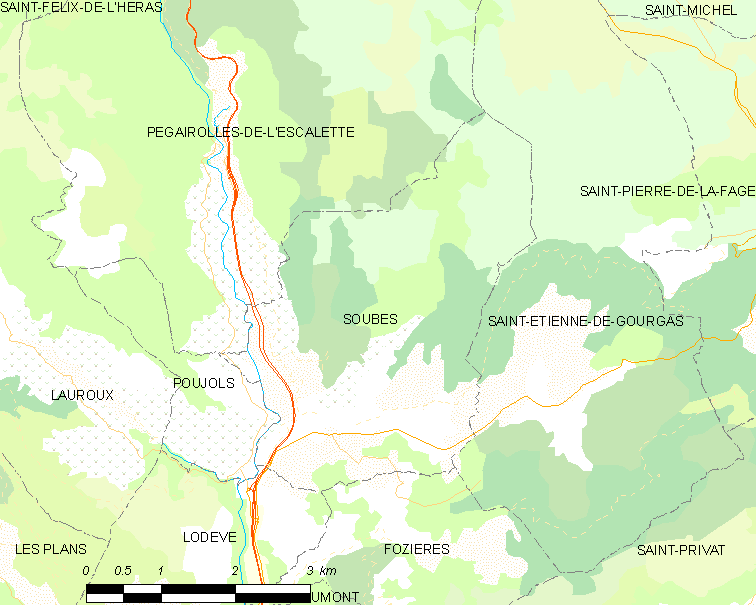
苏贝斯的OSM定位图

苏贝斯的时区为UTC+01:00、UTC+02:00（夏令时）。

## 行政
苏贝斯的邮政编码为34700，INSEE市镇编码为34304。

## 政治
苏贝斯所属的省级选区为洛代沃县。

## 人口

1962-2008年间苏贝斯人口变化图示

苏贝斯于2022年1月1日时的人口数量为954人。